# 烏斯維亞茨科耶湖
烏斯維亞茨科耶湖（俄语：Усвятское），是俄羅斯的湖泊，位於該國西北部，由普斯科夫州負責管轄，處於烏斯維亞特區，面積7平方公里，集水區面積1,200平方公里，平均水深1.4米，最大水深3.6米。